# Psychrolutes
Psychrolutes là chi cá biển sâu thuộc họ Psychrolutidae. Vào tháng 06 năm 2003, trong chuyến thám hiểm NORFANZ phía tây bắc New Zealand, các nhà khoa học đã phát hiện được một mẫu P. microporos ở độ sâu từ 1,013 mét đến 1,340 mét trên Norfolk Ridge.

## Phân loài
Hiện có 11 loài được nhận dạng trong chi:
- Psychrolutes inermis (Vaillant, 1888)
- Psychrolutes macrocephalus (Gilchrist, 1904)
- Psychrolutes marcidus (McCulloch, 1926) (Blobfish)
- Psychrolutes marmoratus (T. N. Gill, 1889)
- Psychrolutes microporos J. S. Nelson, 1995
- Psychrolutes occidentalis Fricke, 1990 (Western Australian sculpin)
- Psychrolutes paradoxus Günther, 1861 (Tadpole sculpin)
- Psychrolutes phrictus Stein & C. E. Bond, 1978 (Blob sculpin)
- Psychrolutes sigalutes (D. S. Jordan & Starks, 1895) (Soft sculpin)
- Psychrolutes sio J. S. Nelson, 1980
- Psychrolutes subspinosus (A. S. Jensen, 1902)

## Hình ảnh

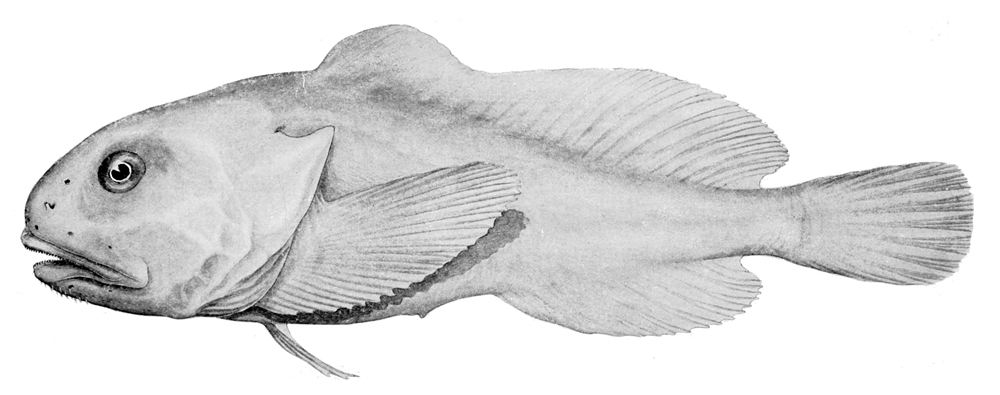